# Pontelongo
Pontelongo (Pontełongo in veneto) è un comune italiano di 3 694 abitanti della provincia di Padova in Veneto. 
Molto famoso è il suo zuccherificio, risalente al 1910.
Il centro di Pontelongo è posto lungo il Bacchiglione, tra la Saccisica e il territorio di Cavarzere. 
Il centro urbano è lineare, posto lungo le due sponde del fiume: a sinistra, il nucleo originario, definito dal profilo della casa patrizia Foscarini-Erizzo e dalla covata di casette basse, da oltre un secolo sovrastate dai murazzi e dagli argini rialzati; a destra, la parte più recente con la chiesa e lo zuccherificio. Ad unire le due parti del centro è lo storico ponte un tempo in legno, poi in pietra, poi in ferro, ora in cemento armato.

## Storia

### Simboli
Lo stemma e il gonfalone sono stati adottati dall'amministrazione comunale anche se privi di formale decreto di concessione.

#### Stemma
(Art. 4, c. 2 dello Statuto comunale)
Nella parte superiore dello scudo, su fondo azzurro, è raffigurata la campata centrale dell'antico ponte medievale in pietra, fondamentale punto di passaggio ed elemento di unione tra le due parti del paese. Al centro un capitello racchiude l'immagine della Madonna a figura intera e vestita d'azzurro, al posto dell'originale busto scolpito in pietra che a seguito della distruzione del ponte si conserva oggi in un capitello sulla piazza della chiesa parrocchiale. L'effigie della Vergine si riferisce anche al solenne voto fatto dalla popolazione in seguito ad una terribile pestilenza che colpì Pontelongo nel 1676.
Nella parte inferiore una ruota dentata e raggiata di otto pezzi, con tre spighe di frumento allineate ai tre raggi centrali, ricorda la secolare produttività di questo piccolo ma industrioso paese ed è al contempo simbolo della ruota di timone delle numerose imbarcazioni che percorrevano il fiume trasportando derrate e prodotti agricoli, e delle ruote dei mulini mosse per lo più dall'acqua, presenti nel Sei e Settecento.
La stella d'argento rappresenta l'unica frazione legata al comune, la piccola comunità di Terranova, situata lungo il fiume Bacchiglione a tre chilometri di distanza verso la foce.

#### Gonfalone
Il gonfalone è costituito da un drappo azzurro caricato dello stemma comunale con l'iscrizione
superiore in argento: "Comune di Pontelongo".

## Monumenti e luoghi d'interesse

### Architetture religiose
- Chiesa parrocchiale di Sant'Andrea Apostolo.
- Chiesa di San Geminiano, nella frazione Terranova.

### Architetture civili
- Villa Foscarini Erizzo (XVII-XVII secolo) Villa veneta con elementi neoclassici, dal tardo ottocento sede del Comune. Qui morì il doge e storico Marco Foscarini e visse a lungo il suo segretario, lo scrittore e poeta Gasparo Gozzi.[10]
- Il palazzetto dello Sport, ex casa del fascio, è stato edificato nel 1938 su progetto dell'architetto Quirino De Giorgio.

### Zuccherificio
Lo zuccherificio sorse il 26 giugno 1910, localizzato in un'ansa del Bacchiglione. Come spesso accadeva in quegli anni, il capitale era estero, per la precisione prevalentemente belga, tanto che gli abitanti lo chiamavano abitualmente "el Beljo". Nel capitale azionario erano però presenti alcuni personaggi importanti della storia pontelongana, come la contessa Giuseppina Barbò, vedova Melzi d'Eril (della famiglia dei viceré napoleonici della Repubblica Cisalpina), il proprietario terriero locale Leone da Zara, e la Banca Commerciale italiana. L'uomo simbolo dello zuccherificio fu Ilario Montesi, padrone discreto e illuminato per 40 anni, dal 1927 al 1967. Montesi non è solo un tecnico chimico ma anche un manager industriale, azionista di svariate società e finanziere che opera sui principali mercati finanziari europei. Con lui, che acquistò anche zuccherifici in Germania, l'azienda iniziò ad ampliare i suoi prodotti, pur rimanendo nel campo di partenza: oltre allo zucchero, si iniziarono a produrre sciroppi, glutammato, alcool e faesite. Ancora oggi la produzione nello stabilimento di Pontelongo è attiva.

## Società

### Evoluzione demografica
Abitanti censiti

## Tradizioni e folclore

### La processione del Voto
Dal punto di vista religioso, ma comunque collegato anche con l'aspetto civile, è importante la "Processione del Voto" che si svolge ogni prima domenica di maggio dal 1676, anno in cui il paese viene liberato dalla peste. Nella Processione la statua della Madonna viene portata in spalla lungo le vie del paese da dodici portatori a piedi scalzi; inoltre ala statua della Madonna e i pellegrini attraversano anche un ponte in legno sul fiume Bacchiglione costruito per l'occasione sostenuto da barche recanti i nomi dei santi, che unisce le due sponde del paese. Al centro del ponte, la statua della Vergine viene fatta inchinare verso oriente; di seguito viene impartita la benedizione e il celebrante pronuncia un breve discorso. Questa solennità è ancora molto sentita, richiamando migliaia di pellegrini ed emigrati e anche molti abitanti dai Comuni limitrofi.

## Amministrazione

### Sindaci dal 1946
|                                                      | Mario Zanazzi    | Democrazia Cristiana | 1946-1948      | 1946   |
|                                                      | Lino Toffano     | Democrazia Cristiana | 1948-1951      | (1946) |
|                                                      | Romano Canton    | Democrazia Cristiana | 1951-1956      | 1951   |
|                                                      | Arcangelo Bassi  | Democrazia Cristiana | 1956-1960      | 1956   |
|                                                      | Flavio Favarato  | Democrazia Cristiana | 1960-1964      | 1960   |
|                                                      | Sergio Mantovani | Democrazia Cristiana | 1964-1970      | 1964   |
|                                                      | Adriano Comunian | Democrazia Cristiana | 1970-1980      | 1970   |
| 1975                                                 | Adriano Comunian | Democrazia Cristiana | 1970-1980      |        |
|                                                      | Roberto Martin   | Democrazia Cristiana | 1980-1985      | 1980   |
|                                                      | Adriano Comunian | Democrazia Cristiana | 1985-1990      | 1985   |
|                                                      | Michele Minesso  | Democrazia Cristiana | 1990-1992      | 1990   |
|                                                      | Nicola Trevisan  | Democrazia Cristiana | 1992-1995      | (1990) |
| Sindaci eletti direttamente dai cittadini (dal 1995) |                  |                      |                |        |
|                                                      | Adriano Comunian | Centro               | 1995-1999      | 1995   |
|                                                      | Roberto Franco   | Centro-sinistra      | 1999-2004      | 1999   |
|                                                      | Federico Ossari  | Centro-sinistra      | 2004-2009      | 2004   |
|                                                      | Fiorella Canova  | Centro-destra        | 2009-2019      | 2009   |
| 2014                                                 | Fiorella Canova  | Centro-destra        | 2009-2019      |        |
|                                                      | Roberto Franco   | Centro-sinistra      | 2019-2024      | 2019   |
|                                                      | Lisa Bregantin   | Centro-destra        | 2024-in carica | 2024   |

## Sport

### Calcio
La principale squadra di calcio del paese era l'A.C.D. Pontelongo 1911 che militava nel girone C padovano di Terza Categoria.